# Río Cañamares (Jaén)
El río Cañamares es un río del sur de España perteneciente a la cuenca hidrográfica del Guadalquivir que discurre por la provincia de Jaén.  

## Curso
Nace en el paraje de Hoyo Redondo, en la sierra de Cazorla, y a mitad de su curso, junto a la ermita de Nubla, confluye con el río Cerezuelo. A partir de aquí también se le llama río de la Vega de Cazorla.
Por la izquierda recibe al arroyo de la Vacarizuela y al arroyo de San Martín.